# 980
Cette page concerne l'année 980  du calendrier julien. Pour l'année 980 av. J.-C., voir 980 av. J.-C. Pour le nombre 980, voir 980 (nombre).
L'année 980 est une année bissextile qui commence un jeudi.

## Événements
- 6 janvier : l'évêque Notger de Liège reçoit d'Otton II un privilège d'immunité générale[1]. Naissance de la principauté de Liège.

- 11 juin :
  - Vladimir Ier, aidé de mercenaires varègues, revient à Kiev où il fait assassiner son demi-frère Iaropolk Ier (ou 978).
  - Début du règne de Vladimir Ier Iaroslavitch le Grand ou le Saint, grand-prince de Kiev (fin en 1015). Il instaure un culte païen officiel.

- Juillet : traité de paix conclu à Margut, sur la rivière Chiers, entre Lothaire de France et Otton II[2]. Lothaire renonce à la  suzeraineté de la Francie occidentale sur les deux duchés de Lotharingie. La Basse-Lotharingie est confirmée à Charles. La Haute-Lotharingie reste à l'empire[3].

- Fin septembre : la paix conclue, Otton II passe en Italie[4].

- Octobre : campagne d'Ibn Abi Amir (Almanzor) contre Al-Munya (peut-être la Almunia de Doña Godina près de Saragosse ou Armuña de Tajuña près de Guadalajara)[5].

- Reprise des raids et des pillages danois en Angleterre. Raid sur Chester par les Vikings d’Irlande ou de l’île de Man. Raids sur Southampton et opérations dans le bassin de la Tamise[6].
- Le roi « danois » de Dublin, Óláfr Kvaran, est battu par le roi gaël Moelsechlainn II à la bataille de Tara. Óláfr finira ses jours moine à Iona en 981[7]. Ses fils Gluniarian puis Sigtryggr Silkiskegg (à la Barbe de soie) lui succèdent mais ne trouvent aucun allié pour s’opposer aux efforts de reconquête de Moelsechlainn au Nord puis Brian Borce au Sud.
- Avènement du tsar Samuel Ier de Bulgarie après la mort de ses frères David, Maurice et Aaron (fin en 1014). Il attaque la Grèce et prend Larissa en 986, après plusieurs tentatives[8].